# Vanneau hirondelle
Vanellus macropterus
Espèce
Statut de conservation UICN

 CR D : 
En danger critique
 (possiblement éteint) 
Le vanneau hirondelle ou vanneau javanais (Vanellus macropterus) est une espèce d'oiseaux endémique de l'île de Java.

L'espèce n'a pas été vue depuis 1940. Il n'est connu avec certitude que sur l’île de Java où il habitait historiquement des zones marécageuses et des deltas fluviaux dans deux lieux distincts - à l'ouest sur la côte nord et à l'est sur la côte sud.

## Population
Les enquêtes menées depuis 1949, notamment celles menées en 1988 ainsi qu’ entre 2001 et 2012, n’ont donné aucun résultat, bien que sa présence ait donné lieu à des rapports non confirmés de la population locale.

Toute population restante est susceptible d'être minuscule.

Pour ces raisons, il est traité comme étant en danger critique d'extinction.

## Habitat
Historiquement, il habitait de vastes marais ressemblant à des steppes dans les deltas des rivières, et derrière les dunes de sable côtières, se tenant dans les zones les moins inondées pendant la saison des pluies.

Il s'y rencontrait seul, en couples isolés ou en très petits groupes souvent dans des zones assez vastes, ce qui suggère qu'il devait s'agir d'une espèce naturellement à faible densité.

La saison de reproduction allait de mai à juin.

## Alimentation
Leur nourriture se compose principalement de larves d'insectes aquatiques ou des marécages, de punaises d'eau, de coléoptères, d'escargots et de graines de plantes aquatiques, qui ne sont cependant utilisées qu'en complément.

## Menaces
Sa perte peut être attribuée à la chasse très courante pour l’alimentation ou le tir de loisir.

Il y a aussi les marais où il vivait qui ont presque tous été convertis en rizières et en étangs à crevettes.

## Sources
- Article “Spix’s Macaw heads list of first bird extinctions confirmed this decade” publié le 5 septembre 2018 sur le site https://www.birdlife.org